# NGC 2071
NGC 2071 je odrazna maglica u zviježđu Orionu. 

## Vanjske poveznice
- SEDS: NGC 2071